# تشارلز ر. هولاند
تشارلز ر. هولاند (بالإنجليزية: Charles R. Holland)‏ هو ضابط أمريكي، ولد في 21 يناير 1946 في إلكينز في الولايات المتحدة.